# Lesse (Redu)
Lesse is een gehucht in het Belgische Redu, een deelgemeente van Libin in de provincie Luxemburg. Lesse ligt in de vallei van de gelijknamige rivier.

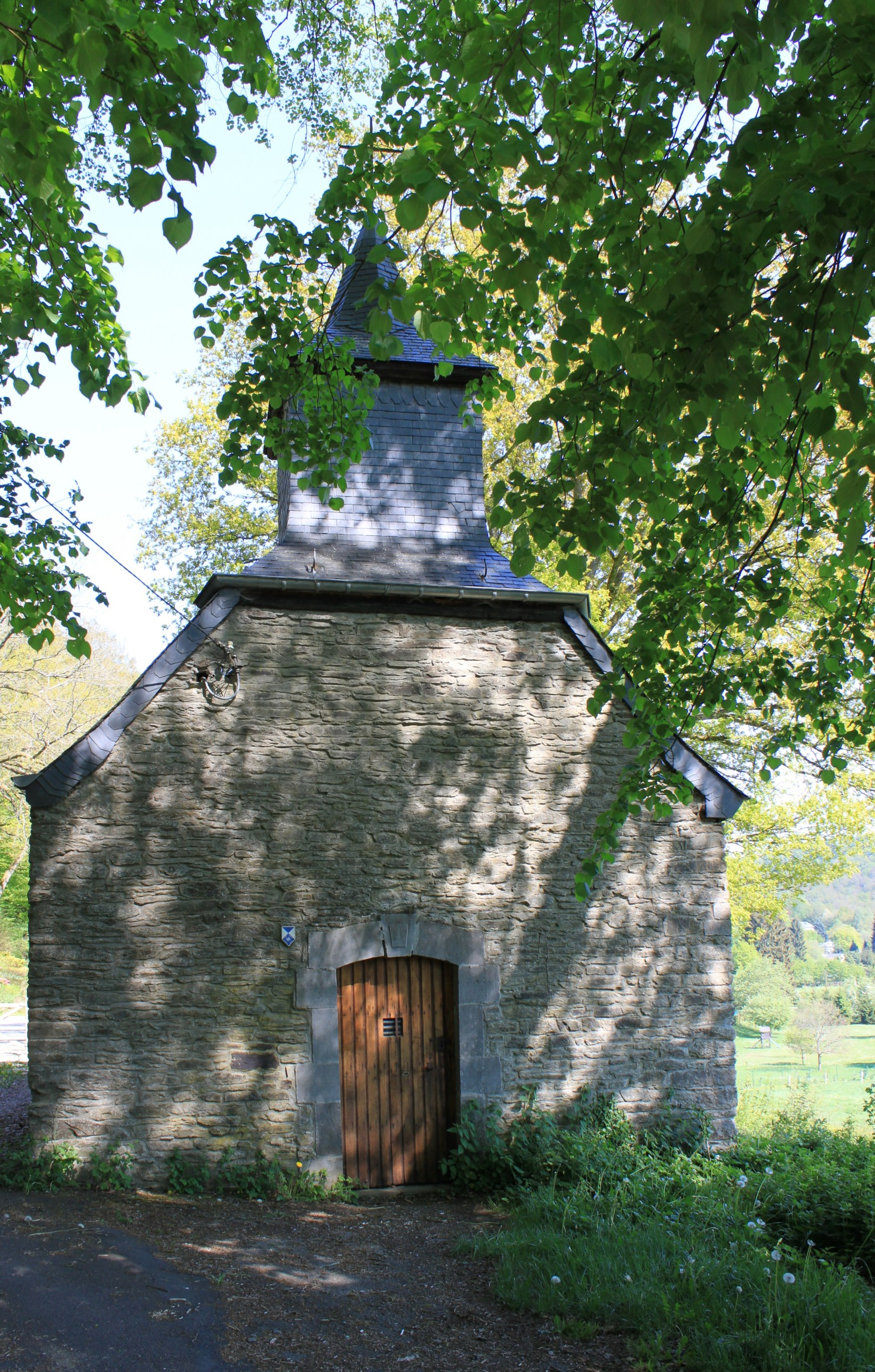
Kapel in Lesse